# Pat O'Brien (skådespelare)

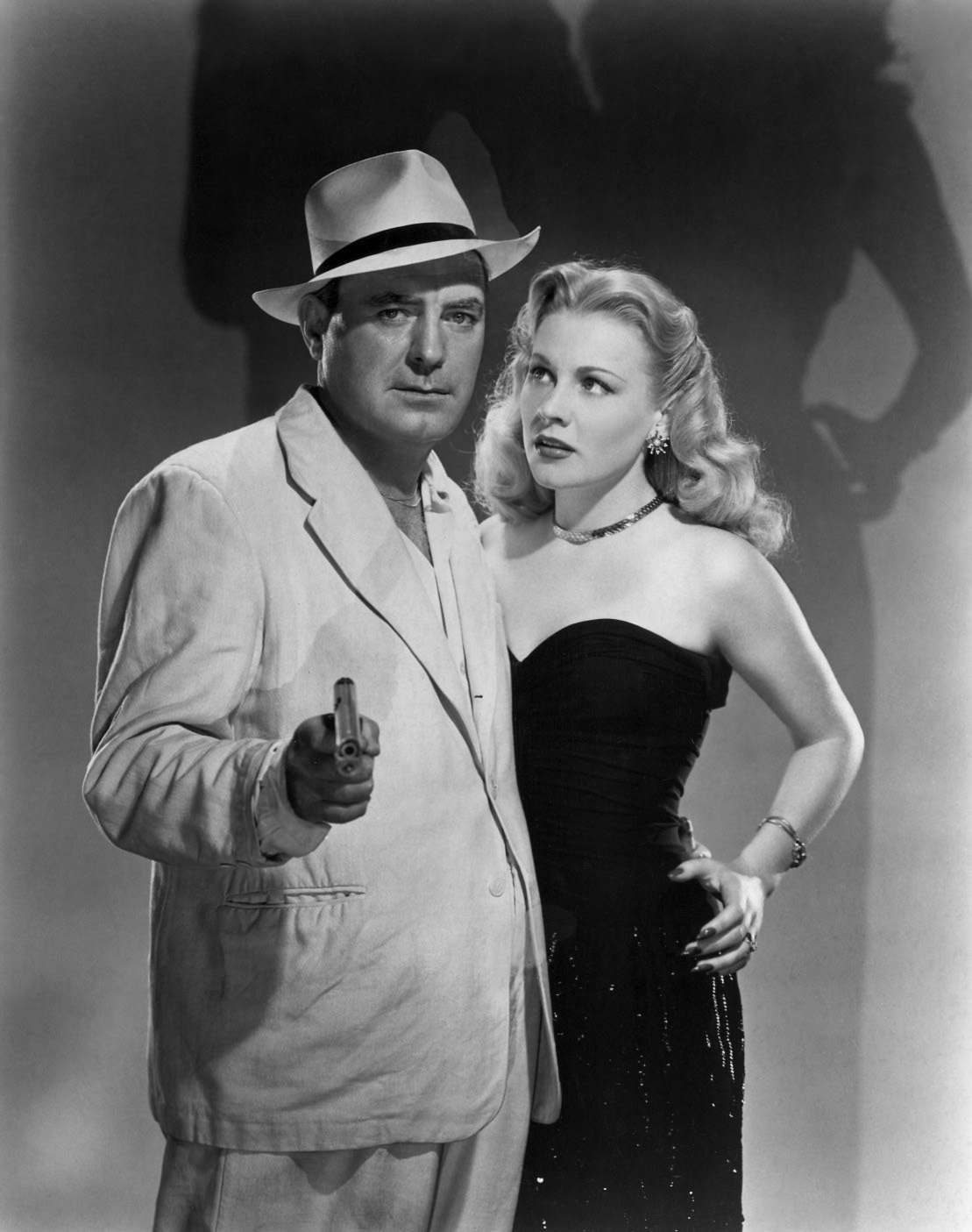
Pat O'Brien med Anne Jeffreys i Riffraff 1947.

William Joseph Patrick "Pat" O'Brien, född 11 november 1899 i Milwaukee, Wisconsin, död 15 oktober 1983 i Santa Monica, Kalifornien, var en amerikansk skådespelare. Till hans främsta filmroller hör den som präst i Panik i gangstervärlden (1938) och som den amerikanska sportikonen Knute Rockne i Knute Rockne All American (1940). Han gjorde många filmer tillsammans med James Cagney.
O'Brien har två stjärnor på Hollywood Walk of Fame, en för TV vid 6240 Hollywood Blvd. och en för film vid 1531 Vine Street.

## Filmografi
- 1931 – Det stora reportaget
- 1932 – Panik
- 1933 – Mot okänd hamn
- 1934 – Du är nog ingen ängel
- 1934 – Alle man på däck
- 1934 – Brott på linjen
- 1934 – Hög hasard
- 1935 – Min bror vid polisen
- 1938 – Panik i gangstervärlden
- 1939 – Sensation på racerbanan
- 1940 – Knute Rockne All American
- 1940 – Tills vi mötas igen...
- 1943 – Hon som kom köksvägen
- 1947 – Riffraff
- 1951 – Fallet O'Hara
- 1958 – Det sista hurraropet
- 1959 – I hetaste laget
- 1981 – Ragtime